# Ana Caram
Ana Caram (Presidente Prudente, 1 de outubro de 1958), é uma cantora e compositora de música popular brasileira e bossa nova reconhecida internacionalmente. Há poucos anos, tornou-se cristã adventista, fato que a inspirou a gravar seu álbum Não Ando Só de 2017.

## Carreira
Ana nasceu em Presidente Prudente, interior de São Paulo, em 1958, numa família de músicos. Aos 13 anos de idade já gravava jingles e ganhou vários prêmios interpretando composições próprias nos festivais. 
Cursou composição e regência na Unicamp, e por volta de 1982 começou sua trajetória artística. Ana Caram tocava e cantava em casas noturnas paulistanas e passou a viajar pelo mundo levando o que havia de melhor da Música Popular Brasileira para países como Japão, Estado Unidos e também Europa e África. De volta ao Brasil, passou uma temporada no Rio de Janeiro apresentando-se no Mistura Fina e Jazzmania, gravando seu primeiro disco editado pela gravadora Fama em 1987.
Em 1988 surgiu um convite do saxofonista Paquito D’Rivera para participar do Festival na Finlândia Sea Jazz, e também JVC Jazz Festival realizado no Carnegie Hall, em Nova York. Ana Caram foi imediatamente reconhecida pela crítica do New York Times, citando-a como um dos pontos altos da noite, o que lhe rendeu um contrato para gravar cinco CDs com a Chesky Records. 
Seu primeiro álbum com o título Rio After Dark contou com a participação de Tom Jobim e Paquito D’Rivera. Lançado em1989, Rio After Dark, foi indicado como Disco do Ano, no Japão. Este álbum trouxe canções de Tom Jobim, Djavan, Ivan Lins e da própria Ana.
Em 1990 lançou o álbum Amazônia com composições próprias e também de Djavan e Ivan Lins. Em 1992, Ana gravou The Other Side of Jobim, com direção musical de Sergio Assad, do consagrado Duo Assad.
O quarto álbum recebeu o título de Maracanã, e foi produzido por Nelson Motta, em 1993.
Em 1995 foi gravado e lançado seu último trabalho pela gravadora Chesky Records, o álbum recebeu o nome de Bossa Nova, recebendo excelentes críticas dos maiores jornais e revistas do mundo do jazz, tais como, Dow Beat, Billboard, Jazz Times, Stereophile, entre outras.
O quinto álbum, "Sunflower Time", de 1996, foi lançado pela gravadora Mercury japonesa foi gravado em São Paulo e em Londres, com arranjos assinados por Bluey Maunick, líder da banda inglesa Jazz-Funk Incógnito, é considerado o álbum de um artista brasileiro que mais vendeu discos no Japão. A versão da musica Água de Beber (Water To Drink) que faz parte deste disco, também foi incluída na coletânea Red Hot Rio, onde participam grandes nomes como George Michael, Astrud Gilberto, Cesária Évora, Caetano Veloso, Tom Jobim, David Byrne, Marisa Monte entre outros. Este álbum foi lançado para angariar fundos em uma campanha da AIDS no mundo.
Passado esse período e o encerramento com a Chesky Records, Ana Caram seguiu se apresentando pelo mundo e lançou mais quatro discos, sendo três com a gravadora Rhythm and Blues. No final de 2023 foi convidada a gravar pela gravadora Studio 8 Records.

## Discografia
- Ana Caram (Fama, 1987)
- Rio After Dark (Chesky, 1989)
- Amazônia (Chesky, 1990)
- The Other Side of Jobim (Chesky, 1992)
- Maracanã (Chesky, 1993)
- Bossa Nova (Chesky, 1995)
- Sunflower Time (Mercury, 1996)
- Pura Luz (2005)
- Pensava em Você (Rhythm and Blues, 2011)
- Um Milagre (Rhythm and Blues, 2015)
- Não Ando Só (Rhythm and Blues, 2017)
- Ana Caram (Studio 8 Records, 2024)

### Coletâneas
- Postcards from Rio (Chesly, 1998) Coletânea
- Blue Bossa (Chesky, 2001)
- Hollywood Rio (Chesky, 2004)

#### Singles
- Water To Drink (Agua De Beber) (1996)
- Estou Aqui (Studio 8 Records, 2024)
- Slow Motion Bossa Nova (Studio 8 Records, 2024)
- Tomara (Studio 8 Records, 2024)